# Sørlle Peak
Der Sørlle Peak ist ein 760 m hoher Berg auf Südgeorgien im Südatlantik. Er ragt östlich des Murray-Schneefelds und nördlich des Gebirgskamms The Trident auf.
Der Berg liegt auf der Route, die der britische Polarforscher Ernest Shackleton 1916 im Zuge der Endurance-Expedition (1914–1917) mit zwei Begleitern beging, um die auf Elephant Island gestrandeten Expeditionsteilnehmer zu retten. Das UK Antarctic Place-Names Committee benannte ihn 2014 nach Thoralf Sørlle (1875–1939), norwegischer Manager der Walfangstation Stromness, der Shackleton, Frank Worsley und Thomas Crean nach ihrem Marsch in Empfang genommen hatte.